# Predor Lokev
Predor Lokev je prvi in najdaljši železniški predor na trasi drugega tira med Divačo in Koprom dolžine 6714 m. Poimenovan je po naselju Lokev. Predor je najdaljši predor v Sloveniji, drugi je Bohinjski predor z 6327 m dolžine. Gradbena dela potekajo od 5. novembra 2021, 29. maja je bil predor popolnoma izkopan, končan pa naj bi bil do konca leta 2024.